# Exechiopsis forcipata
Exechiopsis forcipata är en tvåvingeart som först beskrevs av Paul Lackschewitz 1937.  Exechiopsis forcipata ingår i släktet Exechiopsis och familjen svampmyggor. Arten är reproducerande i Sverige. Inga underarter finns listade i Catalogue of Life.